# Der 14. Juli
Der 14. Juli, auch Der vierzehnte Juli, (Originaltitel Quatorze Juillet) ist ein französischer Spielfilm aus dem Jahre 1932 von René Clair.

## Handlung
Der Film erzählt eine ganz alltägliche Geschichte aus dem Leben zweier Pariser Kleinbürger, die am französischen Nationalfeiertag, dem 14. Juli, ihren Ausgangspunkt nimmt.
Im Mittelpunkt des Geschehens stehen die Blumenverkäuferin Anna und der Taxifahrer Jean. Beide gehen am Vorabend des 14. Juli auf ein Straßenfest, um in den Feiertag hineinzutanzen. Nach einem kleinen Streit und einsetzendem Platzregen verlieben sich die beiden jungen Leute ineinander. Doch Jean hat auch die junge Pola nicht vergessen, die ihn soeben verlassen hat. Pola pflegt enge Kontakte zur Pariser Ganovenszene und Unterwelt und übt auf ihren Ex einen schlechten Einfluss aus. Da Jean von Pola nicht lassen kann, gerät er eines Tages in die Fänge dieser üblen Kreise. Als Anna die beiden zusammen sieht, glaubt sie, dass Jean sie mit ihr betrügt; sie trennt sich von ihm.
Die Leben von Jean und Anna verlaufen fortan in unterschiedlichen Bahnen. Als Annas Mutter plötzlich stirbt, entschließt sich das Blumenmädchen, ihren Job aufzugeben. Sie nimmt eine Anstellung als Bedienung in einem kleinen Café an. Ihr Wiedersehen mit Jean verläuft dramatisch. Er steht mittlerweile Schmiere für zwei Gauner, die Überfälle begehen. Eines Tages wird auch Anna ihr Opfer. Doch sie hat Jean, ihre große Liebe, nicht vergessen, und hilft ihm auf der Flucht vor der Polizei. Daraufhin verliert sie auch ihren neuen Job. Doch dann kehrt das Glück zu ihr zurück. Von einem Geldgeschenk eines Milliardärs kann Anna einen Blumenkarren erwerben, mit dem sie durch die Straßen von Paris zieht. Eines Tages fährt ein Taxi nah an sie heran. Darin sitzt Jean, der sich von seiner kriminellen Vergangenheit endgültig verabschiedet hat. Umgeben von Menschenmassen wird den beiden Liebenden klar, dass sie zusammengehören und sie sich jetzt nicht mehr trennen werden.

## Produktionsnotizen
Der 14. Juli wurde 1932 von der Pariser Films Sonores Tobis, einer Tochter der deutschen Tobis, hergestellt. Die Uraufführung fand am 13. Januar 1933 in Paris statt. Die deutsche Erstaufführung erfolgte nur wenige Tage später, am 22. Januar 1933. In Österreich lief der Film im April 1933 unter dem Titel Paris tanzt an. Im selben Jahr konnte man den Film auch in Dänemark, Portugal, den USA und in Finnland sehen.
Die Filmbauten wurden von Lazare Meerson entworfen, ihm assistierte Alexandre Trauner. Die Kostüme stammten von René Hubert. Louis Page diente Georges Périnal als einfacher Kameramann.
Der Film, der in treuer Epigonenschaft zu René Clairs Meisterwerk Unter den Dächern von Paris steht, wird wie sein Vorgänger dem poetischen Realismus zugeordnet.

## Kritiken
Der Berliner Kritiker Pem war bei der Welturaufführung des Films in Paris am 13. Januar 1933 anwesend und urteilte am darauffolgenden Tag im 12 Uhr Blatt:

„René Clair hat schon vor Drehbeginn erklärt, daß seine Produktionsfirma, die Tobis, keinen ideologischen, weltanschaulichen Stoff wie in ‚Es lebe die Freiheit‘ gewünscht habe, sondern einen unverbindlichen, unterhaltenden Film mit Welterfolgschancen. Es war bestimmt falsch, diesem Wunsch zu entsprechen, denn auf diese Weise hat der geniale Regisseur sein Erstlingswerk [gemeint ist Clairs erster Tonfilm] ‚Sous les toi[t]s de Paris‘ [deutscher Titel: Unter den Dächern von Paris] noch einmal gedreht. Um die kleinen Mängel vorwegzunehmen. Es ist dasselbe Milieu des Montmartre, nur etwas sparsamer. Alles spielt in einer Straße; Handlung kann man die Liebesgeschichte zwischen dem jungen Chauffeur und dem Blumenmädchen kaum noch nennen, und ansonsten stört ein wenig der unsichtbare Sing-Sang-Chor, der die Texte zu der reizenden Musik unverständlich macht und zum Realismus des Bildes nicht paßt, zumal er sich oft dröhnend wie ein Oratorium hielt.“

In der Österreichischen Film-Zeitung ist über den Film, der in Österreich unter dem Titel Paris tanzt lief, zu lesen:

„Der neue René Clair-Film […] zeigt Paris wie es leibt und lebt, tanzt, lacht, sich freut und streitet. Es ist nicht das Paris der Fremden, sondern das echte, urwüchsige Paris der kleinen Leute, das René Clair im Rahmen einer einfachen Liebesgeschichte auf die Leinwand bannt und in einer Unzahl scharf gesehener Einzelheiten zu einem einheitlichen Ganzen formt.“

Georges Sadoul schrieb 1957 in seinem Buch Geschichte der Filmkunst:

„Mit Quatorze Juillet (Der 14. Juli) kehrte Clair zu seinen vertrauten Themen zurück: zum Bal Musette, zur Vorstadt, zu den volkstümlichen Chansons, dem Pariser Witz, den gutmütigen Streitereien. Der Film hat die Schwäche, daß er sich nicht in den Grenzen seines Titels hält. Bedauerlicherweise läßt sich Clair, nachdem er mit Scharm und Klugheit den Nationalfeiertag geschildert hat, und man die Handlung für beendet hält, in eine abgeschmackte Geschichte über ‚schwere Jungen‘ ein.“

Reclams Filmführer befand:

„Ein liebenswürdiges Bild aus dem französischen Alltag – allerdings von der Poesie verklärt. In diesem Film ist die Liebe wirklich die allerwichtigste Sache der Welt, hier stiften betrunkene Sonderlinge Glück, und selbst die Ganoven gehen ihrem Gewerbe mit vergleichsweise biederem Sinne nach. Clair hat dieses Bild mit Charme, Esprit und stellenweise auch distanzierender Ironie gezeichnet.“

Das Lexikon des Internationalen Films urteilte:

„René Clair verzaubert mit seiner Poesie das Paris der kleinen Leute ebenso wie das Ganovenmilieu. Ein sentimental-ironisches Meisterstück.“

Im Movie & Video Guide ist zu lesen:

„Delightful comedy about life in Paris on Bastille day, centering on the adventures of flower-girl Annabella and her taxi-driver boyfriend. Filled with fresh, funny touches typical of Clair at his best.“

Die Filmzeitschrift Cinema schrieb:
„‚Der 14. Juli‘ ist eine sentimental-ironische Liebeserklärung an die kleinen Leute von Paris“ und resümierte: „Kinopoesie voller Charme und Sentiment“.